# Graptomyza gibbula
Graptomyza gibbula är en tvåvingeart som först beskrevs av Walker 1859.  Graptomyza gibbula ingår i släktet Graptomyza och familjen blomflugor. Inga underarter finns listade i Catalogue of Life.